# 六和敬
六和敬，又稱六慰勞法、六可憘法、六和、六和精神，佛教術語，是佛教僧團共住時需遵循的六種生活方法，也是菩薩道的修行者在團體生活中要遵循的六種生活態度：
- 见和同解（在思想上，建立共识）
- 戒和同修（在法制上，人人平等）
- 身和同住（在行为上，不侵犯人）
- 口和无诤（在言语上，和谐无诤）
- 意和同悦（在精神上，志同道合）
- 利和同均（在经济上，均衡分配）

## 外部連結
- 全国汉传佛教寺院管理办法